# Glycaspis brunosa
Glycaspis brunosa är en insektsart som beskrevs av Moore 1970. Glycaspis brunosa ingår i släktet Glycaspis och familjen rundbladloppor. Inga underarter finns listade i Catalogue of Life.